# Mark Haworth-Booth
Mark Haworth-Booth OBE (* 20. srpna 1944) je britský akademik a historik fotografie. V letech 1970 až 2004 byl kurátorem muzea Victoria & Albert Museum v Londýně.

## Rodina

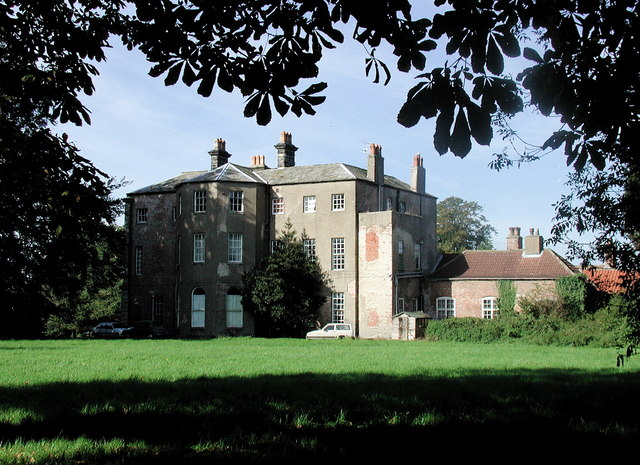
Hull Bank House, East Riding Yorks

Jeho rodina z otcovy strany byla menší šlechta sídlící v Hull Bank House, Kingston upon Hull v hrabství Yorkshire, nyní Haworth Hall. Jeden z jeho předků si vzal sestru básníka a poslance, Andrewa Marvella.

## Životopis
Haworth-Booth byl nejmladším synem konšela Antonyho Hawortha-Bootha, předsedy rady okresu East Sussex, a Evy Holmové, jediné dcery dánské divadelní a filmové herečky Astrid Holmové a jejího manžela Holgera Holma, baletního tanečníka a filmového herce.
Vzdělával se na Brighton College, než šel na Clare College v Cambridge, aby četl anglickou literaturu, a poté absolvoval postgraduální studium dějin umění na University of Edinburgh a (mnohem později) tvůrčí psaní na Exeter (MA s vyznamenáním).

## Dílo
Haworth-Booth začal svou kariéru v Manchesterské umělecké galerii v roce 1969 a v letech 1970 až 2004 pracoval v muzeu Victoria and Albert Museum, stal se vrchním kurátorem fotografií a hrál hlavní roli při budování jeho sbírky fotografií. Je kurátorem mnoha výstav, včetně Photography: An Independent Art (1997), a Things: A Spectrum of Photography, 1850–2001 (2004). Poslední fotografickou výstavou, kterou kurátoroval v Galerii nationale du Jeu de Paume v Paříži a National Portrait Gallery v Londýně, byla retrospektiva stého výročí průkopníka fotografie Camille Silvy (1834–1910). Jmenovala se Camille Silvy. Fotograf moderního života 1834–1910 a vystavený v National Portrait Gallery v roce 2010. Jako muzejní stipendista v roce 2008 zkoumal katalog Silvy Exhibition v Muzeu J. Paula Gettyho v Los Angeles.
Inaugurační hostující profesor fotografie na University of the Arts v Londýně (2002–2009), působil jako konzultant v televizním seriálu BBC The Genius of Photography, vysílaném v roce 2007 a znovu v roce 2009.
Od té doby, co odešel z většiny fotografických aktivit, se zaměřil na ekologické kampaně a psaní. Od roku 1986 publikoval básně v národních časopisech, získal ocenění a vydal dvě knihy básní: Wild Track (Divoká stopa, 2005) a Wild is the Wind (Divoký vítr, s fotografiemi Tessy Traegerové, 2017).

## Osobní život
Haworth-Booth žije v Severním Devonu se svou ženou Rosie ( rozená Milesová), kterou si vzal v roce 1979. Rosemary Milesová (její profesní jméno) provedla mnoho důležitých akvizic tiskařů BAME pro kolekci V&A a sloužila jako předsedkyně Autograph, asociace Association of Black Photographers. Mají dvě dcery.

## Vyznamenání

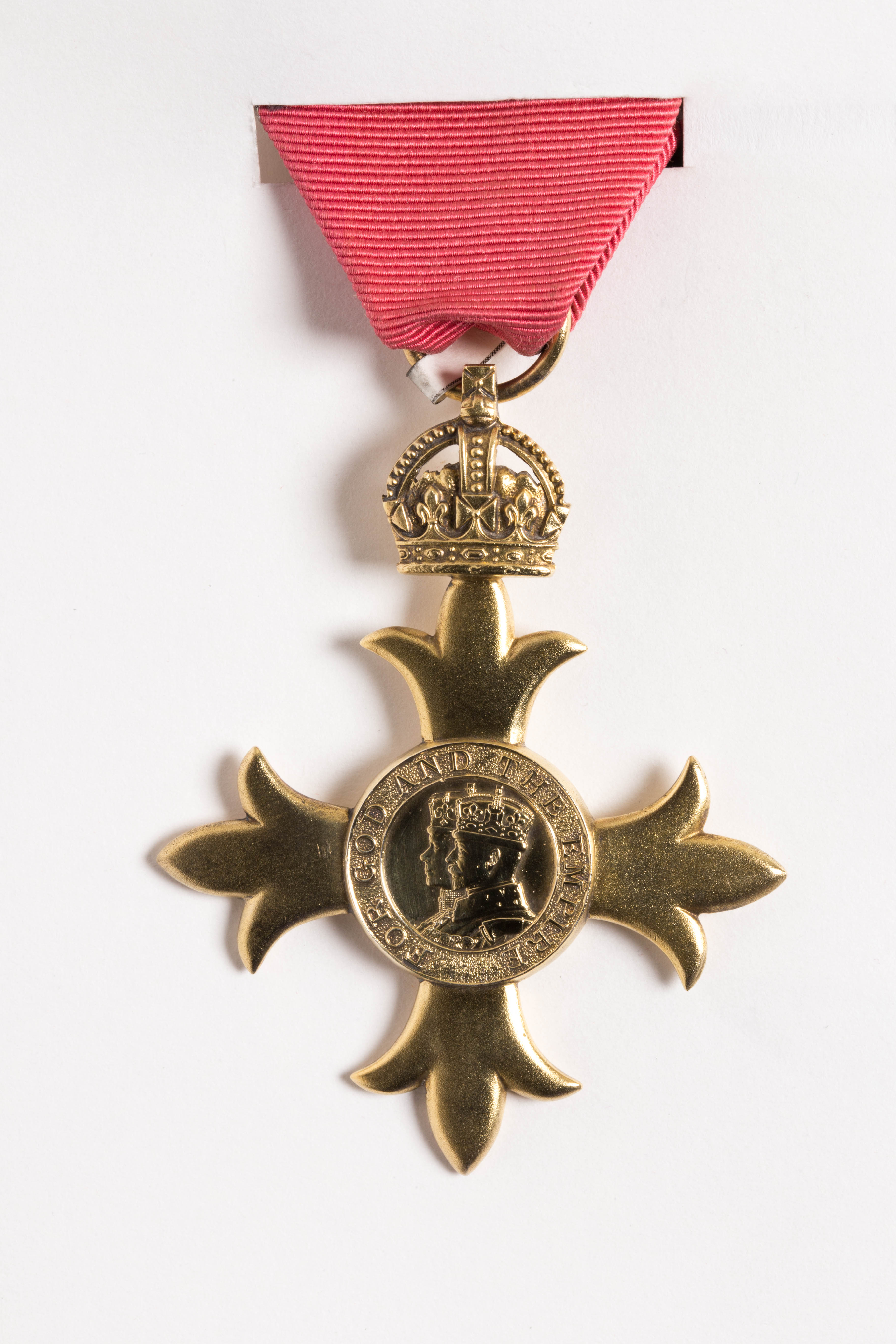
Insignie OBE

- 2005: OBE, za „služby muzeím“.

### Akademická ocenění
- 1987: Hood Medal, Královská fotografická společnost[8]
- 1996: Hon FRPS, Královská fotografická společnost[9]
- 2005: Honorary Research Fellow, Victoria & Albert Museum (V&A)
- 2006: Fenton Award, Královská fotografická společnost[10]
- 2006: Senior Fellow na Royal College of Art[11]
- 2012: čestný doktor umění, University of the Arts (Hon DA)[12]

## Publikace
- Mark Haworth-Booth. Camille Silvy: River Scene, France. [s.l.]: Getty Publications, 1992. Dostupné online. ISBN 978-0-89236-205-9.
- Haworth-Booth, Mark; APERTURE FOUNDATION. Metamorphoses : photography in the electronic age. 1st. vyd. [s.l.]: Aperture Foundation, 1994. ISBN 978-0-89381-602-5.
- Arnatt, Keith; HAWORTH-BOOTH, MARK; APERTURE FOUNDATION. British photography : towards a bigger picture. [s.l.]: Aperture ISBN 978-0-89381-340-6.
- Bernard, Bruce; BERNARD, BRUCE, (ARTIST.); HAWORTH-BOOTH, MARK, (WRITER OF COMMENTARIES,); PHAIDON PRESS, (PUBLISHER.). One hundred photographs : a collection by Bruce Bernard. [s.l.]: Phaidon Press, 25 October 2002. ISBN 978-0-7148-4278-3.
- Haworth-Booth, Mark; MCCULLIN, DON, 1935-. Donald McCullin. [s.l.]: Collins, 1983. ISBN 978-0-00-411935-9.
- Strand, Paul; HAWORTH-BOOTH, MARK. Paul Strand. [s.l.]: Aperture, 1997. Dostupné online. ISBN 978-0-89381-746-6.
- Victoria and Albert Museum. Department of Prints and Drawings; STRONG, ROY, 1935-; HAWORTH-BOOTH, MARK. Old and modern masters of photography. [s.l.]: H.M.S.O ISBN 978-0-11-290362-8.
- Victoria & Albert Museum; HAWORTH-BOOTH, Mark. Photography, an independent art : photographs from the Victoria and Albert Museum 1839-1996. [s.l.]: V & A Publications ISBN 978-1-85177-204-9.
- Yoneda, Tomoko; HAWORTH-BOOTH, MARK; IIZAWA, KŌTARŌ. Between visible. [s.l.]: Nazraeli Press in association with JGS, 2004. ISBN 978-1-59005-045-3.
- Haworth-Booth, Mark; FOLIO SOCIETY (LONDON, ENGLAND). The Folio Society book of the 100 greatest photographs. [s.l.]: Folio Society Dostupné online.
- Haworth-Booth, Mark; MILLER, LEE, 1907-1977; VICTORIA AND ALBERT MUSEUM. The art of Lee Miller. Hardback. vyd. [s.l.]: V&A, January 2007. Dostupné online. ISBN 978-0-300-12375-3.
- Baltz, Lewis; HAWORTH-BOOTH, MARK. San Quentin Point. 1st. vyd. [s.l.]: Aperture, 1986. ISBN 978-0-89381-247-8.
- Haworth-Booth, Mark; VICTORIA AND ALBERT MUSEUM. Things : a spectrum of photography 1850-2001. [s.l.]: Jonathan Cape in association with the Victoria & Albert Museum ISBN 978-0-224-07289-2.
- Mellor, David; BRANDT, BILL; HAWORTH-BOOTH, MARK; PHILADELPHIA MUSEUM OF ART. Bill Brandt, behind the camera : photographs, 1928-1983. [s.l.]: Aperture, 1985. ISBN 978-0-89381-191-4.
- Coe, Brian; HAWORTH-BOOTH, MARK; VICTORIA AND ALBERT MUSEUM. A guide to early photographic processes. [s.l.]: Victoria & Albert Museum, 1983. ISBN 978-0-903696-23-4.
- Brandt, Bill. Shadow of light : photographs. [New] / introductions by Cyril Connolly and Mark Haworth-Booth. vyd. [s.l.]: Gordon Fraser Gallery ISBN 978-0-900406-65-2.
- Brandt, Bill; HAWORTH-BOOTH, MARK; BILL BRANDT ARCHIVE. Brandt nudes : a new perspective. Edition limited to 1000 copies of which numbers 1-100 include a platinum print. vyd. [s.l.]: Bill Brandt Archive, 2004. ISBN 978-0-9547048-0-3.
- Victoria & Albert Museum; APERTURE, INC; PHILADELPHIA MUSEUM OF ART. The Golden age of British photography, 1839-1900 : photographs from the Victoria and Albert Museum, London, with selections from the Philadelphia Museum of Art, Royal Archives, Windsor Castle, the Royal Photographic Society, Bath, Science Museum, London, Scottish National Portrait Gallery, Edinburgh. Redakce Haworth-Booth Mark. [s.l.]: Aperture in association with the Victoria and Albert Museum and the Philadelphia Museum of Art ; New York : Distributed in the U.S. by Viking Penguin, 1984. Dostupné online. ISBN 978-0-89381-145-7.
- Haworth-Booth, Mark, (curator.); POLAROID CORPORATION. Selections 4 : the International Polaroid Collection. Redakce Hitchcock Barbara. [s.l.]: Polaroid Corporation ISBN 978-0-9616459-2-2.
- Arnatt, Keith; ROSE, ANDREA; HAWORTH-BOOTH, MARK; BRITISH COUNCIL. One foot has not yet reached the next street. [s.l.]: The British Council ISBN 978-0-86355-144-4.
- Moffat, Curtis; BARNES, MARTIN, 1971-, (EDITOR.); HAWORTH-BOOTH, MARK, (WRITER OF SUPPLEMENTARY TEXTUAL CONTENT.); STEVENSON, JAMES, (WRITER OF SUPPLEMENTARY TEXTUAL CONTENT.). Curtis Moffat : silver society : experimental photography and design, 1923-1935. First. vyd. [s.l.]: Göttingen, Germany Steidl London V&A Museum, 2016. ISBN 978-3-95829-027-3.
- Gill, Stephen; HAWORTH-BOOTH, MARK; VICTORIA MIRO GALLERY. Invisible. 1st. vyd. [s.l.]: Nobody, 2005. ISBN 978-0-9549405-0-8.
- Haworth-Booth, Mark; KAUFFER, E. MCKNIGHT (EDWARD MCKNIGHT), 1890-1954. E. McKnight Kauffer : a designer and his public. [s.l.]: Gordon Fraser Gallery, 1979. ISBN 978-0-86092-034-2.
- Martin, Paul; HAWORTH-BOOTH, MARK. A Yarmouth holiday. [s.l.]: Nishen, 1988. ISBN 978-1-85378-104-9.
- Goldblatt, David; HAWORTH-BOOTH, MARK; DANELZIK-BRÜGGEMANN, CHRISTOPH; STEVENSON, MICHAEL, 1966-. David Goldblatt : South African : intersections. [s.l.]: Prestel, 2005. ISBN 978-3-7913-3247-5.
- Haworth-Booth, Mark; YOUNG, MICHAEL; BRITISH PRESS PHOTOGRAPHERS' ASSOCIATION. Assignments 2 : the British Press Photographers' Association yearbook. [s.l.]: Phaidon Press ISBN 978-0-7148-2563-2.
- Barnes, Martin; HAWORTH-BOOTH, MARK; CANON PHOTOGRAPHY GALLERY (VICTORIA AND ALBERT MUSEUM). Benjamin Brecknell Turner : rural England through a Victorian lens. [s.l.]: V&A Publications, 2001. Dostupné online. ISBN 978-1-85177-335-0.
- Derges, Susan; HAWORTH-BOOTH, MARK; COTTON, CHARLOTTE; FRAENKEL GALLERY; JAMES DANZIGER GALLERY. Susan Derges : woman thinking river. [s.l.]: Fraenkel Gallery ; New York : Danziger Gallery ISBN 978-1-881337-06-5.
- Haworth-Booth, Mark; BRANDT, BILL; VICTORIA AND ALBERT MUSEUM. The Land : twentieth century landscape photographs. [s.l.]: Gordon Fraser Gallery, 1975. ISBN 978-0-900406-71-3.
- Phillips, Sandra S; HAWORTH-BOOTH, MARK; SQUIERS, CAROL, 1948-; SAN FRANCISCO MUSEUM OF MODERN ART. Police pictures : the photograph as evidence. [s.l.]: San Francisco Museum of Modern Art, 1997. ISBN 978-0-8118-1984-8.
- Haworth-Booth, Mark; VICTORIA AND ALBERT MUSEUM. Photography now. [s.l.]: Dirk Nishen in association with the Victoria & Albert Museum, 1989. ISBN 978-1-85378-012-7.
- Haworth-Booth, Mark; CENTRE NATIONAL DE LA PHOTOGRAPHIE (FRANCE). The Origins of British photography. [s.l.]: Thames and Hudson, 1991. ISBN 978-0-500-41082-0.
- Brandt, Bill; HAWORTH-BOOTH, MARK. Literary Britain. New. vyd. [s.l.]: Aperture, 1951. ISBN 978-0-905209-66-1.
- Goldblatt, David; STEVENSON, MICHAEL, (WRITER OF ADDED COMMENTARY.); HAWORTH-BOOTH, MARK, (CONTRIBUTOR.). Regarding intersections. First revised Steidl. vyd. [s.l.]: Steidl, 2014. ISBN 978-3-86930-714-5.
- Bonnell, Sian; GOODING, MEL; HAWORTH-BOOTH, MARK; FFOTOGALLERY; HIRSCHL CONTEMPORARY ART. Sian Bonnell : From an Elsewhere Unknown. [s.l.]: Ffotogallery [and] Hirschl Contemporary Art, 2004. ISBN 978-1-872771-51-9.
- Haworth-Booth, Mark; SCHERF, JONE ELISSA; ST. ANDREWS, GEORGE; FRANS HALSMUSEUM. Making your dreams come true : young British photography. [s.l.]: Hatje Cantz Verlag, 2001. ISBN 978-3-7757-1119-7.
- Haworth-Booth, Mark; WESTON, EDWARD, 1886-1958; HAYWARD GALLERY. Edward Weston. [s.l.]: Arts Council, 1977. ISBN 978-0-7287-0126-7.
- Dolron, Desiree; HAWORTH-BOOTH, MARK; ASSOULINE, PIERRE; INSTITUT NÉERLANDAIS (PARIS, FRANCE). Desiree Dolron : exaltation, gaze, xteriors. [s.l.]: Éditions Xavier Barral : Institut néerlandais, 2006. ISBN 978-2-915173-15-4.
- Pauli, Lori; HAWORTH-BOOTH, MARK; TOROSIAN, MICHAEL, 1952-; BAKER, KENNETH, 1946-; BURTYNSKY, EDWARD, 1955-; NATIONAL GALLERY OF CANADA. Manufactured landscapes : the photographs of Edward Burtynsky. [s.l.]: National Gallery of Canada in association with Yale University Press, 2003. ISBN 978-0-300-09943-0.
- Cohen, Morton N. (Morton Norton); CARROLL, LEWIS, 1832-1898; FLUKINGER, ROY, 1947-; HAWORTH-BOOTH, MARK; HARRY RANSOM HUMANITIES RESEARCH CENTER. Reflections in a looking glass : a centennial celebration of Lewis Carroll, photographer. 1st. vyd. [s.l.]: Aperture Foundation, 1998. ISBN 978-0-89381-796-1.
- Chadwick, Helen; WARNER, MARINA, 1946-; BUCK, LOUISA; MELLOR, DAVID; HAWORTH-BOOTH, MARK; KUNSTHALLEN (BRANDTS KLÆDEFABRIK); PORTFOLIO GALLERY (EDINBURGH, SCOTLAND). Stilled lives : Helen Chadwick. [s.l.]: Portfolio Gallery ; Odense, Denmark : Kunsthallen Brandts klædefabrik, 1996. ISBN 978-0-9520608-3-3.
- Haworth-Booth, Mark; MCCAULEY, ANNE; STERLING AND FRANCINE CLARK ART INSTITUTE; VICTORIA AND ALBERT MUSEUM. The museum & the photograph : collecting photography at the Victoria and Albert Museum, 1853-1900. [s.l.]: Sterling and Francine Clark Art Institute, 1998. ISBN 978-0-931102-40-0.
- Hockney, David; HOCKNEY, DAVID; HAWORTH-BOOTH, MARK; ARTS COUNCIL OF GREAT BRITAIN; HAYWARD GALLERY. Hockney's photographs. [s.l.]: Arts Council of Great Britain ISBN 978-0-7287-0382-7.
- Hoppé, E. O. (Emil Otto); HAWORTH-BOOTH, MARK; MICHAEL HOPPEN PHOTOGRAPHY (GALLERY). Hoppé's London. Limited. vyd. [s.l.]: Guiding Light ISBN 978-0-9551863-0-1.
- Bohm, Dorothy; HAWORTH-BOOTH, MARK; BOHM-DUCHEN, MONICA; ROYAL PHOTOGRAPHIC SOCIETY OF GREAT BRITAIN. Walls and windows. [s.l.]: Lund Humphries, 1998. ISBN 978-0-85331-718-0.
- Bradford, Richard; HAWORTH-BOOTH, MARK, (WRITER OF FOREWORD.). The importance of elsewhere : Philip Larkin's photographs. [s.l.]: Frances Lincoln Limited, 26 October 2015. ISBN 978-0-7112-3631-8.
- Davidson, Bruce. England/ Scotland, 1960. 1st. vyd. [s.l.]: Steidl ; London : Thames & Hudson [distributor], 2005. Dostupné online. ISBN 978-3-86521-127-9.
- Brandt, Bill. Ombre de lumière : photographies. [s.l.]: Chêne Dostupné online.

### S esejemi od
- Bush, Andrew. Bonnettstown. [s.l.]: H.N. Abrams, 1989. ISBN 978-0-8109-0748-5.
- Jack, Ian. On the road again : where travel writing went next. [s.l.]: Granta Publications, 2006. Dostupné online. ISBN 978-0-903141-86-4. (Essay: Homage to mount desert island : a small resort, but there's so much to do)
- Weaver, Mike. British photography in the nineteenth century : the fine art tradition. [s.l.]: Cambridge University Press Dostupné online. ISBN 978-0-521-34119-6. (Essay: Benjamin Brecknell Turner : Photographic views from nature)
- Weinberg, Adam D; GILMAN, SONDRA; WIGGINS, MARIANNE; ROALF, PEGGY; MOORE, MARIANNE, 1887-1972. WHEN I BUY PICTURES; ART MUSEUM OF SOUTH TEXAS; PATRICK AND BEATRICE HAGGERTY MUSEUM OF ART. From the heart : the power of photography, a collector's choice. 1st. vyd. [s.l.]: Art Museum of South Texas ; [New York, N.Y.] : Aperture, 1998. ISBN 978-0-89381-809-8. (Preface)
- Baltz, Lewis; TURRELL, JULIA BROWN; HEIFERMAN, MARVIN; DES MOINES ART CENTER. Rule without exception. [s.l.]: University of New Mexico Press in association with the Des Moines Art Center, 1990. ISBN 978-0-8263-1269-3. (Essay: San Quentin Point)
- Newhall, Beaumont, 1908-1993; WALCH, PETER (PETER S.), 1940-; BARROW, THOMAS F. Perspectives on photography : essays in honor of Beaumont Newhall. 1st. vyd. [s.l.]: University of New Mexico Press ISBN 978-0-8263-0863-4. (Essay: A Connoisseur of the art of photography in the 1850s: The Rev. C. H. Townsend)
- Benton, Charlotte; BENTON, TIM, 1945-; WOOD, GHISLAINE; VICTORIA AND ALBERT MUSEUM. Art deco 1910-1939. [s.l.]: V&A, 2003. ISBN 978-1-85177-388-6. (Essay: Photography and the new vision)
- Aynsley, Jeremy; ATKINSON, HARRIET; DESIGN HISTORY SOCIETY. The Banham lectures : essays on designing the future. English. vyd. [s.l.]: Berg, November 2009. ISBN 978-1-84788-302-5. (Essay: Reyner Banham and photography)
- Bann, Stephen; CENTER FOR ADVANCED STUDY IN THE VISUAL ARTS (U.S.); NATIONAL GALLERY OF ART (U.S.). Art and the early photographic album. [s.l.]: National Gallery of Art ; New Haven [Conn.] : Distributed by Yale University Press ISBN 978-0-300-13590-9. (Essay: Camille Silvy : the photography of works of art as record and restoration)
- Alpine journal (v. 114. [s.l.]: Ernest press ISBN 978-0-948153-94-5. (Essay: The Return of Vittorio Sella)
- Hoozee, Robert; MUSEUM VOOR SCHONE KUNSTEN (GHENT, BELGIUM). British vision : observation and imagination in British art, 1750-1950. [s.l.]: Mercatorfonds ; Ghent, [Belgium] : Museum voor Schone Kunsten,2007, 2007. ISBN 978-90-6153-748-9. (Essay Roger Fenton, Double Bridge on the Machno)(Essay Bill Brandt, Young Housewife, Bethnal Green, 1937)

## Sbírky
Práce Haworth-Bootha se nachází v této stálé sbírce:
- Národní portrétní galerie, Londýn: 18 Polaroid tisků (k červnu 2020)[13]